# Жураківський Маріян
Маріян Жураківський (15 серпня 1905, Станиславів — після 1932) — активний діяч ОУН, учасник нападу на пошту в м. Городку 30 листопада 1932. Борець  за незалежність України у ХХ сторіччі.

## Життєпис
Народився Мирослав Маріян Жураківський 15 серпня 1905 у Станиславові, у сім'ї Михайла та Марії Жураковських. За конфесійною приналежністю — римо-католик. Проживав у передміському селі Пасічній. 
Закінчив 7 класів гімназії.

### Напад на пошту в Городку

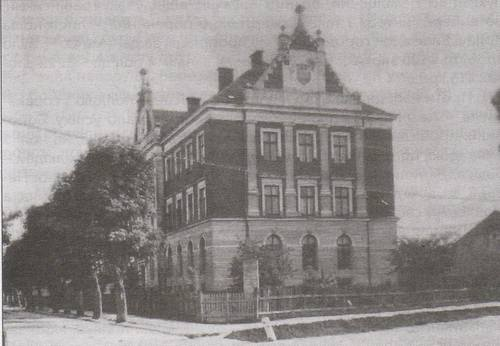
Пошта в Городку

30 листопада 1932 Маріян Жураківський взяв участь у нападі боївки ОУН на польську пошту в м. Городку (тодішня назва Ґродек Ягеллонський).
26 листопада у Львові відбулась нарада за участю крайового провідника ОУН Богдана Кордюка, а також Романа Шухевича і Миколи Лебедя. Під час наради для участі у нападі було обрано 12 бойовиків ОУН із різних місцевостей: Юрій Березинський — керівник групи, а також Дмитро Данилишин, Василь Білас, Маріян Жураківський, Петро Максимців, Степан Долинський, Степан Куспісь, Степан Мащак, Володимир Старик, Григорій Файда, Степан Цап та Григорій Купецький.
У середу 30 листопада бойовики рівно о 16:55 із двох різних боків вулиці наблизилися до будинку пошти та увійшли до неї, надягнувши на обличчя маски. Нападники розбилися на чотири групи: одні увійшли до приміщення пошти, другі мали на меті виключно касу, третя група блокувала телефонні апарати, четверта залишилася в коридорі для прикриття.
Але напад склався невдало. Несподіванкою для бойовиків стало те, що всі поштові службовці, колишні вояки легіону Пілсудського, всупереч інструкціям мали при собі револьвери. Щойно бойовики зайшли до залу і запропонували всім підняти руки догори, на них посипалися постріли, а двері каси замкнулися. За іншими даними, першим стріляти почав саме Юрій Березинський, який контролював п'ять працівників пошти. Не витрачаючи часу, Дмитро Данилишин вистрілив кілька разів у двері каси, вибив вікно, через яке видавалися гроші, а Василь Білас через це вікно проник до каси і забрав гроші. Після цього Василь Білас та Дмитро Данилишин негайно вибігли з будинку, давши умовлений знак бойовикам, що слід відступати.
Але й тут усе склалося не так, як очікувалося. Коли бойовики вибігали з пошти, в них стали стріляти з будинків, розташованих біля поштового будинку. Тому довелося відбиватися й на вулиці.
Під час акції загинули Юрій Березинський та Володимир Старик. Маріян Жураківський, а також бойовики Степан Куспісь, Дмитро Данилишин, Степан Мащак та Григорій Купецький отримали поранення в руки та ноги.

### Судовий процес над учасниками нападу на пошту в Городку

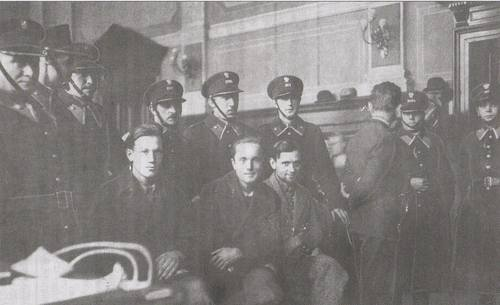
Зліва направо: Василь Білас, Дмитро Данилишин, Маріян Жураківський під час судового процесу 17-22.12.1932 р. у Львові

З 17 по 22 грудня 1932 відбувся «наглий суд» над учасниками нападу на пошту в Городку. На лаві підсудник опинилось 4 членів ОУН:
1. Данилишин Дмитро;
2. Білас Василь;
3. Коссак Зенон;
4. Жураківський Маріян

Адвокатом Маріяна Жураківського на процесі був доктор Лев Ганкевич. Під час процесу підсудний Жураківський признався до участі у нападі, але підкреслив, що із усіх нападників знав тільки загиблого Мирослава Юрія Березинського, який давав йому всі накази. Інших учасників він не знає і не зможе впізнати. Від останнього слова на суді відмовився.
Отримав вирок — кару смерті, однак президент Польщі його помилував, замінивши на 15-річне ув'язнення.
Подальша доля невідома.